# توماس شنوز
توماس شنوز (بالإنجليزية: Thomas Schnauz)‏ هو منتج وكاتب أمريكي. من أهم أعماله الملفات الغامضة، اختلال ضال، من الأفضل الاتصال بسول.

## الحياة الشخصية
ولد توماس في نيوجيرسي. ودرس في جامعة نيويورك في كلية تيش للفنون ، حيث التقى هناك فينس جيليجان لأول مرة. تخرج توماس من كلية تيش في عام 1988.

## مسيرته المهنية
بدأ توماس حياته المهنية في مختلف وظائف الإنتاج. أول عمل تلفزيوني له كان يسمى «الأرواح في عبور». انضم فيما بعد إلى فينس غيليغان في فريق كتابة مسلسل الملفات الغامضة. كما شارك في 2008 كتابة سيناريو فيلم Otis وايضاً الفيلم التلفزيوني Infected. في عام 2010 كان عاد للعمل مع غيليغان على اختلال ضال, حيث بقي حتى نهاية المسلسل عام 2013.
حاليا، يعمل توماس بمثابة المنتج التنفيذي المشارك في مسلسل من الأفضل الاتصال بسول و قد كتب وأخرج عدد من الحلقات من ذلك الحلقة قبل الأخيرة في الموسم الأول للمسلسل التي تلقى إشادة عنها من النقاد.

## الجوائز والترشيحات
فاز بجائزتين من نقابة الكتاب الأمريكية لعمله على اختلال ضال كجزء من فريق الكتابة في عام 2012 و 2013. ترشح ايضاً لجائزة الإيمي لأفضل كتابة في مسلسل درامي لعام 2012 عن حلقة "Say My Name " في مسلسل اختلال ضال.

## وصلات خارجية
- توماس شنوز على موقع IMDb (الإنجليزية)
- توماس شنوز على موقع ألو سيني (الفرنسية)
- توماس شنوز على موقع أول موفي (الإنجليزية)
- توماس شنوز على موقع قاعدة بيانات الفيلم (الإنجليزية)
- توماس شنوز على موقع كينوبويسك (الروسية)